# The Laughing Stalk
The Laughing Stalk è un album della band Woven Hand, pubblicato nel 2012.

## Tracce
1. Long Horn – 4:55
2. The Laughing Stalk – 5:01
3. In the Temple – 5:14
4. King O King – 4:18
5. Closer – 3:17
6. Maize – 4:05
7. Coup Stick – 4:28
8. As Wool – 5:41
9. Glistening Black – 5:47

## Formazione
- Gregorio Garcia - basso
- Ordy Garrison - batteria
- Chuck French - chitarra
- David Eugen Edwards - chitarra, pianoforte, banjo, voce